# Sasha Knox
Sasha Knox, född 10 maj 1984 i San Francisco i Kalifornien, är en amerikansk tidigare porrskådespelare som bland annat medverkat i dokusåpan My Bare Lady. Knox har medverkat i cirka 75 vuxenfilmer, bland annat med Ashley Blue.
I november 2006 meddelade Knox att hon skulle sluta i porrbranschen.